# Balthazar Alvarez (jésuite)
Pour les articles homonymes, voir Álvarez.
Balthazar Álvarez,, né le 15 mai 1533 à Cervera del Río Alhama (Barcelone) en Espagne et mort le 4 août 1580 à Belmonte (Cuenca) (Espagne), est un prêtre jésuite espagnol, confesseur et écrivain spirituel du XVIe siècle. Il est surtout connu pour avoir été le directeur spirituel de Sainte Thérèse d'Avila et d'Anne de Jésus.

## Biographie
Balthazar Álvarez est né à Cervera del Río Alhama près de Barcelone en avril 1533 dans une famille noble. Désireux de consacrer sa vie à Dieu il est attiré par la vie de moine chartreux avant de se décider pour la Compagnie de Jésus. Il y est admis en 1555  Il fit ses études de philosophie et de théologie à Alcalá et Ávila, sous la direction des Dominicains, la Compagnie de Jésus nouvellement fondée n'ayant pas encore ses propres instituts de formation.
Ordonné prêtre en 1558 il est nommé à Ávila essentiellement pour s'adonner à des ministères spirituels et pastoraux. C'est dans son couvent d'Avila qu'il rencontre pour la première fois la sainte réformatrice du Carmel, Thérèse d'Ávila qui le choisit comme directeur spirituel. Pendant 7 ans il sera son guide. 
Bien qu'il soit beaucoup plus jeune qu'elle Thérèse apprécie la profondeur spirituelle et justesse de jugement du père Alvarez. Lui-même est profondément marqué par cette relation. Il devient son fidèle soutien, l'encourageant dans son projet de réforme et de refondation de l'Ordre du Carmel.
Dans les années 1560 il est nommé à Medina del Campo pour y être maître des novices  - ce qui l'éloigne d'Ávila - et directeur de collèges. En 1574 il est recteur du collège de Salamanque. Il fut un temps pressenti pour la mission du Pérou (dans l'empire colonial espagnol). Peu avant sa mort il est nommé provincial des jésuites de la province de Tolède. 

## Écrivain spirituel
Riche de dons spirituels et d'une vie mystique intense, il est l'auteur d'un important ouvrage sur la prière. Cet ouvrage largement diffusé en Espagne et en France lui vaut un certain nombre de critiques obligeant le Supérieur général Éverard Mercurian à intervenir: son approche mystique de la vie de prière n'est pas conforme à la spiritualité apostolique ignatienne.  Il lui est recommandé la prudence quant aux méthodes de prière qu'il promeut. 
Fénelon s'inspira en partie de lui pour sa propre production spirituelle. 